# MOVE (組織)
MOVE是一個非裔美國人激進環保組織，總部在費城，由約翰·阿非利加在1972年成立。組織成員共同居住，常常參與他們重視的事項的公眾示威。

## 源起
約翰·阿非利加是功能性文盲。他提倡激進的綠色政治，追隨者幾乎都是非裔美國人。他們返回狩獵採集的原始生活，反對科學、科技和醫學。與約翰·阿非利加一樣，追隨者也改姓氏為阿非利加，以表示他們崇敬非洲這片他們心中的母親大陸。
約翰·阿非利加和追隨者住在西費城Powelton Village社區的一間屋子裏。他們舉行示威，拿著擴音器廣播髒話連篇的叫嚷，抗議他們所反對的機構，例如動物園（MOVE對動物權利有強烈意見），以及意見相反的論者。MOVE成員在房屋的園子裏，堆積多堆垃圾和人類排泄物作肥料，引來老鼠蟑螂；他們視害蟲防治為違反道德。MOVE的所作所為惹來鄰居憎惡，而鄰居多是非裔美國人。MOVE的活動引起執法部門密切關注。

## 1978年槍擊事件
MOVE組織成員因為要求MOVE組織遷出房屋的法庭判令，與警察僵持了差不多一年。1978年8月8日，費城警方嘗試入屋時發生槍擊，一名警員被人從背後槍殺，另外有7名警員，5名消防員，3名MOVE的成員，3名圍觀者受傷。9名MOVE的成員被裁定三級謀殺罪成，判處100年監禁。

## 1985年轟炸事件
1981年，MOVE搬到西費城Cobbs Creek社區的6221 Osage Avenue一間排屋。鄰居投訴MOVE成員日夜不停用擴音器廣播政治訊息，和他們堆積肥料引起的衛生問題。MOVE除了被多番投訴，又有多名成員被控以違反假釋條件，藐視法庭，非法持有槍械，發佈恐襲威脅，於是費城警方在1985年5月3日，嘗試入屋逮捕被控告的成員。警察和MOVE雙方武力對峙，警察向屋內投擲催淚彈，MOVE成員開槍還擊，警方用自動武器還火。費城警察處長Gregore Sambor之後下令轟炸房屋。費城警方的警督Frank Powell在一架賓夕法尼亞州警方的直昇機上，以天台上一個強化防護的碉樓為目標，投下了兩個由FBI供應的水膠炸藥所製各一磅重的炸彈。
炸彈爆炸引起大火，焚燬了周圍65間房屋。消防員早前向MOVE的房屋猛烈射水，以圖用水淹迫使成員出屋不成；在大火發生後，卻接到命令任由大火焚燒，在場看著大火吞噬MOVE的房屋並向四周蔓延。官員擔心MOVE成員會像先前那樣向消防員開槍。包括約翰·阿非利加在內，共有6個成人和5個7至13歲兒童死亡，超過250人無家可歸。MOVE的房屋內只有Ramona Africa和一名兒童生還。

## 後果
費城市長W. Wilson Goode不久後委派事件調查委員會。1986年3月6日委員會發表報告，斥責市政府的行動，指稱「在一個有居民的排屋上投下炸彈過於超出常理」。市政府無人遭刑事檢控。
1996年一個聯邦陪審團下令費城向MOVE的一名生還者Ramona Africa和兩名死者的親人支付150萬美元民事訴訟賠償。陪審團認為市政府使用過份武力，並侵犯了MOVE成員的免受無理搜檢的憲法保障。費城被取綽號為「自我轟炸的城市」（The City that Bombed Itself）。

## 2002年謀殺案
約翰·阿非利加的遺孀Alberta和一名比她年輕20年的白人John Gilbride, Jr.結婚，兩人生下一個兒子。他們在1999年離婚。經過一場撫養權爭奪戰，法庭判決給予Gilbride部份撫養權，可以於無監管下探望兒子。Gilbride移居到新澤西州Maple Shade鎮區。
2002年9月10日，Gilbride在庭上作證指MOVE威脅要殺他。在9月27日凌晨，Gilbride坐在停在家外自己的車中，一名身份不明人士用自動武器殺死他。這宗謀殺案至今未破。

## 現時活動
現在Ramona Africa是MOVE的發言人，在美國及其他國家的左翼團體活動中多次發表演講。被判在1981年謀殺一名警員罪成而入獄的Mumia Abu-Jamal，過往與MOVE有緊密關係。MOVE繼續爭取釋放Mumia Abu-Jamal和在囚成員，稱他們是政治犯。MOVE主張反科技，卻設立網站鼓勵訪客支持在囚成員。

## 外部連結
- MOVE官方網站 （页面存档备份，存于）